# Sjik
Sjik (russisk: Шик) er en spillefilm fra 2003 af Bakhtyar Khudojnazarov.

## Medvirkende
- Ivan Kokorin
- Aleksandr Jatsenko som Sjtyr
- Artur Smoljaninov som Geka
- Ingeborga Dapkūnaitė som Asja
- Ruslana Rukhadze som Dina